# Jahnallee (Leipzig)
Die Jahnallee ist eine Hauptverkehrsstraße in Leipzig.
Benannt ist sie nach dem „Turnvater“ Friedrich Ludwig Jahn (1778–1852), der sich als Hauptmann des Lützowschen Freikorps im April 1813 in Leipzig aufhielt.
Die Jahnallee verläuft in Ost-West-Richtung über eine Länge von 2.625 Meter und verbindet das Stadtzentrum mit dem Stadtteil Lindenau im Stadtbezirk Altwest. Das Elsterbecken, das durch die Zeppelinbrücke mit der Jahnallee überbrückt wird, markiert die Grenze zwischen den Stadtbezirken Mitte und Altwest.
Das östliche Ende der Jahnallee (zwischen Jacobstraße und Thomasiusstraße) entsprach dem historischen Ranstädter Steinweg und hieß früher auch so. Der andere Teil (zwischen Thomasiusstraße und Lindenau) hieß Frankfurter Straße. Mit dem Bau neuer Wohnblocks im „nationalen“ Stil im vorderen Teil des Ranstädter Steinwegs fasste man 1950 den Straßenzug zwischen Waldplatz und Lindenau zur nach Josef Stalin benannten Stalinallee zusammen. Weil 1951 in Ost-Berlin die III. Weltfestspiele der Jugend und Studenten stattfanden, benannte man die neu entstandene „sozialistische Straße“ zwischen Waldplatz und Leibnizstraße Straße der III. Weltfestspiele.
Dann erfolgte in den Jahren 1954–1956 im mittleren Teil der Stalinallee gegenüber der DHfK der Bau des Leipziger Zentralstadions, damals Europas größtes Stadion mit einer Kapazität von 100.000 Sitzplätzen. Dieses Ereignis war nach dem XX. Parteitag der KPdSU mit der Abkehr vom Stalinkult der willkomme Grund zu einer Umbenennung der Straße und dem Verzicht auf die Aufstellung des Leipziger Stalindenkmals am Sportforum Leipzig. Die Straße sollte nun einen Namen aus der Welt des Sports bekommen. Man entschied sich für den wegen seiner Verurteilung zu zwei Jahren Festungshaft und dem anschließenden Leben unter Polizeiaufsicht in Freyburg an der Unstrut von der DDR-Führung als „revolutionär“ eingeschätzten Friedrich Ludwig Jahn und nannte die Straße am 1. August 1956 Friedrich-Ludwig-Jahn-Allee. Damit der Name Jahn nicht für zwei Straßen in Leipzig Verwendung fand, wurde die ehemalige Jahnstraße in Schleußig und Plagwitz in Industriestraße umbenannt.

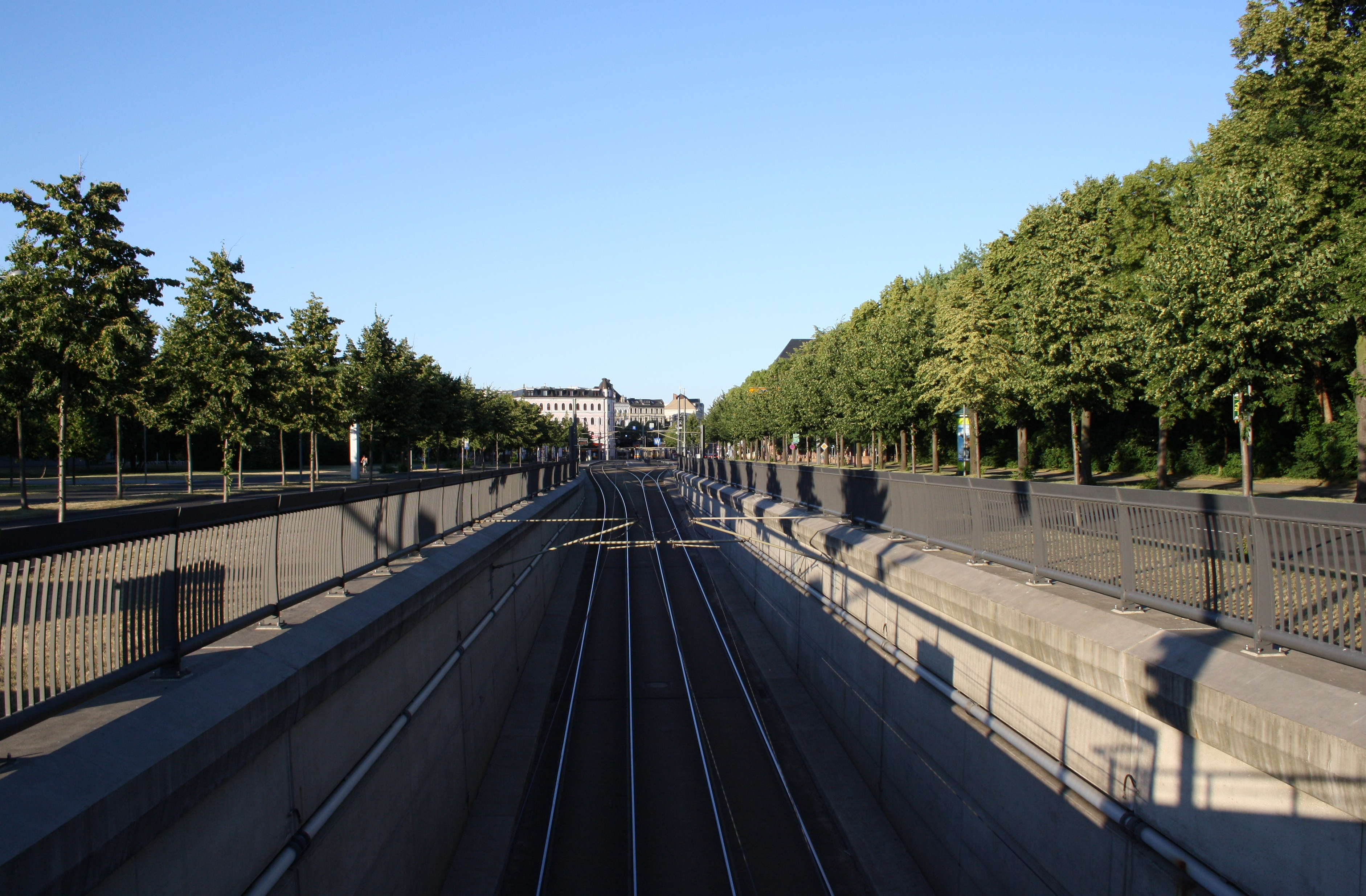
Rampe der Straßenbahnunterführung, Kreuzung Jahnallee/Marschnerstraße (2010)

Am 1. Januar 1992 wurde der Name des einfacheren Gebrauchs wegen – umgangssprachlich wurde sie schon immer kurz Jahnallee genannt – schließlich auf Jahnallee verkürzt. Am 12. Oktober 2005 wurde dann die Rückbenennung des vorderen Abschnitts (zwischen Jacobstraße und Thomasiusstraße) in Ranstädter Steinweg beschlossen, die am 15. Mai 2006 wirksam wurde.
Im Mittelalter war die heutige Jahnallee Teil der Via Regia, die im Innenstadtgebiet die Via Imperii kreuzte.
Heute ist sie ein kurzer Abschnitt der Bundesstraße 87 und sollte ursprünglich durchgehend vierspurig ausgebaut werden, was bereits kurze Zeit später zwischen Leibnizstraße und Waldplatz zu Gunsten von Parkplätzen aufgegeben wurde. In Mittellage führt sie das Gleisbett für mehrere Linien der Leipziger Straßenbahn. Im Februar 2006 wurde die Kreuzung Marschnerstraße/Jahnallee im Vorfeld der Fußball-Weltmeisterschaft 2006 neugestaltet und die Straßenbahntrasse für eine höhenfreie Kreuzung in eine Unterführung verlegt.
Als größte Multifunktionshalle der Stadt wurde die Arena Leipzig im Jahr 2002 an der Jahnallee neben dem Zentralstadion erbaut. Gegenüber der Arena Leipzig befindet sich das 1923–1925 von Otto Droge erbaute Verwaltungsgebäude der AOK Leipzig.